# حمید حسن
حمید حسن (پشتو: حمید حسن؛ زادهٔ ۱ ژوئن ۱۹۸۷) بازیکن کریکت اهل افغانستان است.